# Peter Rivière
 (juin 2025).
Si vous disposez d'ouvrages ou d'articles de référence ou si vous connaissez des sites web de qualité traitant du thème abordé ici, merci de compléter l'article en donnant les références utiles à sa vérifiabilité et en les liant à la section « Notes et références ».
Peter G Riviere (né en 1934) est un anthropologue britannique, professeur émérite d'Oxford et, avec Audrey Butt Colson, pionnier dans l'étude et l'apprentissage de Peuples indigènes d'Amérique du Sud en Angleterre. En 1957-58, il prit part à l'expédition Oxford Cambridge.

## Expédition et carrière
Il compléta un doctorat à Oxford en 1965, et enseigna de 1971 jusqu'à sa retraite en 2001. Il était de la jeune génération d'anthropologiste qui ensemble de nouveau standard en ethnographie en Amazonie. Il conduit un travail de terrain parmi les Tiryo du Suriname et parmi les fermier à la frontière brésilienne.
Son livre Individual and Society in Guiana aujourd'hui considéré comme un classique moderne d'anthropologie "le plus élégant sommaire et constat et débat centraux de l'ethnographie des peuples amérindiens du Guyana au cours des 3 décennies".
En 2001, un groupe d'étudiants, aujourd’hui des chercheurs bien établis dans plusieurs grandes universités, a édité un livre célébrant ses contributions au domaine, où ils ont souligné que:
"[Son] engagement et son intérêt pour les particularités des processus sociaux amazoniens ne sont pas un intérêt abstrait pour le « particulier », compris comme un engagement théorique à la manière des Boasiens. Au contraire, le particulier est important en tant que moyen de relier la théorie, la méthodologie et le contexte. Les groupes des basses terres d’Amérique du Sud ne sont pas porteurs de traits distinctifs à inventorier et à classer, mais des totalités organisées répondant à des règles, des lois et des contraintes sociales spécifiques. L’intérêt pour le particulier résulte donc d’une appréciation de la nécessité d’une érudition précise, non moins que du meilleur des mondes théoriques, comme le démontrent les travaux de Rivière sur la relation dialectique entre les schémas cosmologiques et les formes d’organisation sociale"
Ces dernières années, son travail est devenu plus historique. Il a édité des réimpressions des classiques victoriens de John McLennan et John Lubbock pour l’Université de Chicago et une collection sur l’histoire de l’anthropologie d’Oxford (2007, 2009). Il publia également un livre sur le différend frontalier entre la Grande-Bretagne et le Brésil et édita deux volumes des voyages de Robert Schomburgk en Guyana en 1835-1844 pour la Hakluyt Society.

## Crédit de traduction
- (en) Cet article est partiellement ou en totalité issu de l’article de Wikipédia en anglais intitulé « Peter Rivière » (voir la liste des auteurs).